# Wilhelm Plappert

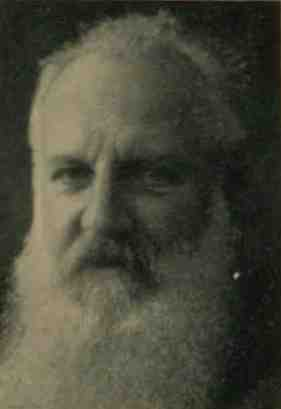
Wilhelm Plappert (1912)

Gottlieb Martin Wilhelm Plappert (* 25. Februar 1856 in Braunschweig; † 12. Januar 1925 in Stuttgart) war ein deutscher Bühnenmaler. Er war Leiter der Theatermalerei des Stuttgarter Hoftheaters.

## Leben

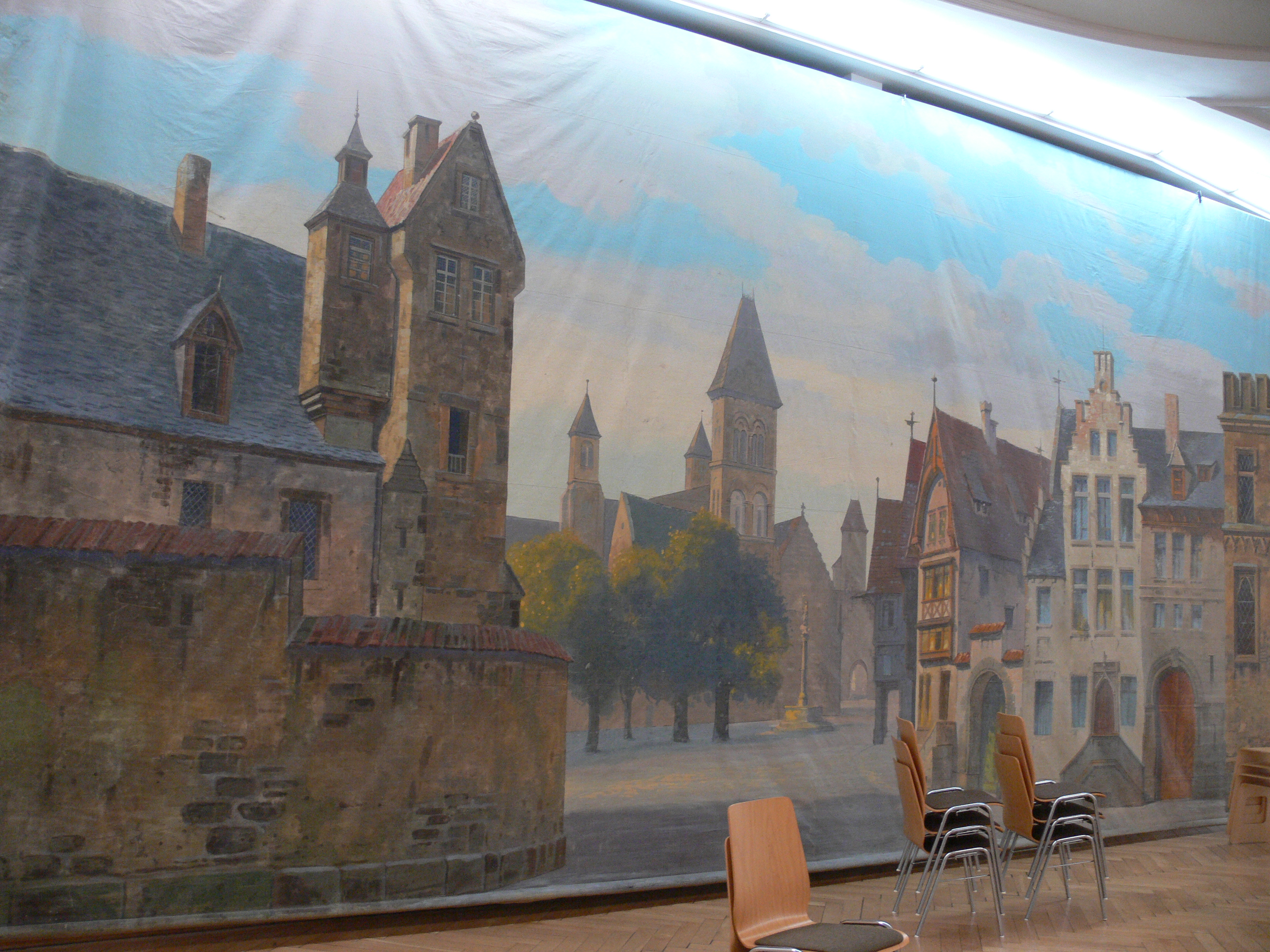
Bühnenprospekt des Konzerthauses Ravensburg (Motiv: Stadt) bei einer musealen Ausstellung 2008.

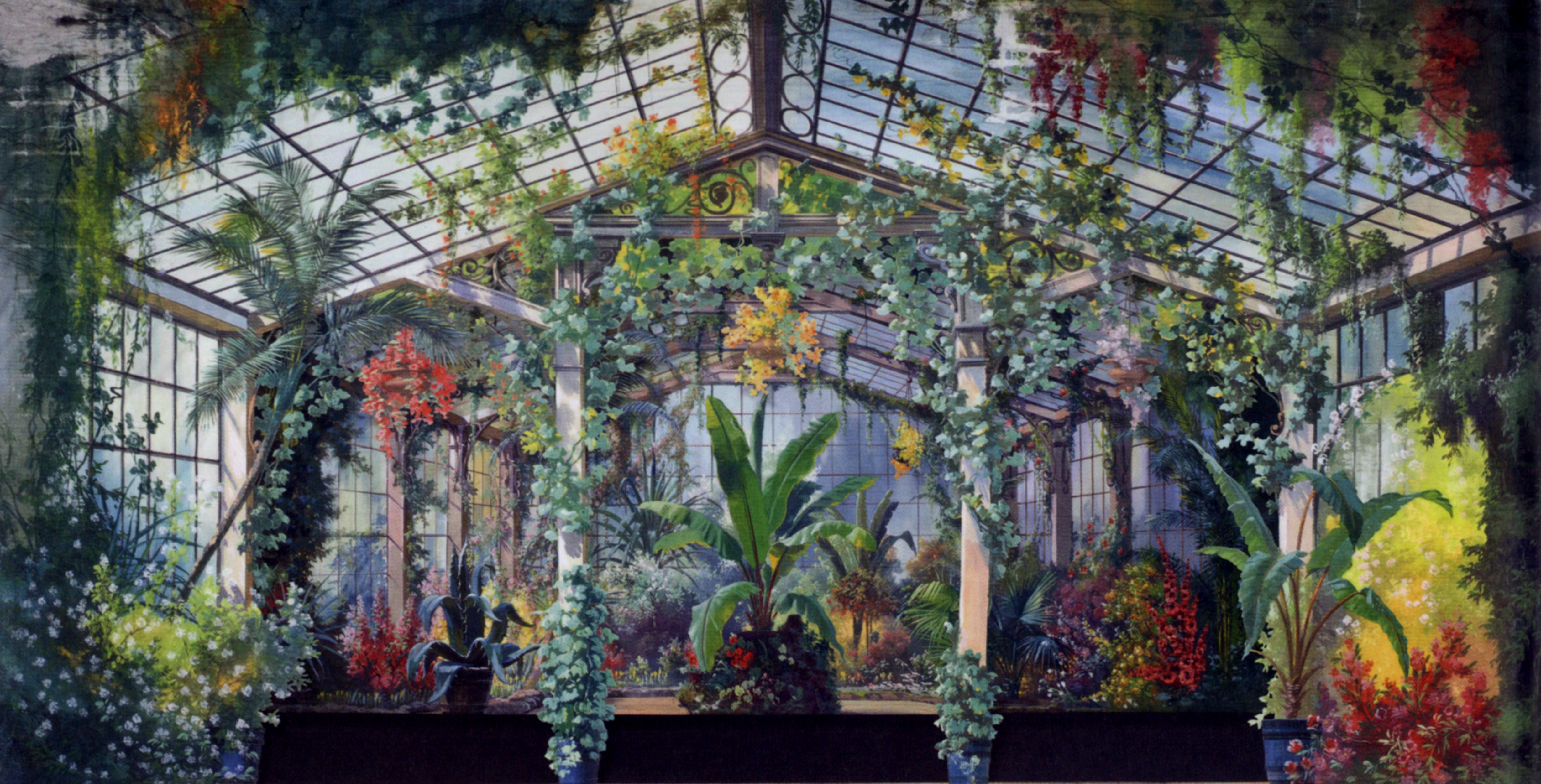
Bühnenprospekt des Konzerthauses Ravensburg (Motiv: Palmenhaus)

Der Sohn eines Perückenmachers besuchte zunächst eine Bürgerschule und anschließend die Privat-Lehranstalt von Dr. Günther in Braunschweig. Nach erfolgreichem Abschluss begann er am Braunschweiger Collegium Carolinum das Studium der Theatermalerei. 1874–1883 arbeitete er für den Hoftheatermaler Jean Robert Martin in Hannover. Ab 1883 war er am Hoftheater in Stuttgart tätig, ab 1890 bis zu seiner Pensionierung 1913 in fester Anstellung. Auch nach seiner Pensionierung wurde während des Ersten Weltkrieges wieder auf ihn zurückgegriffen; er galt damals als einer der bekanntesten Theatermaler Deutschlands. Der württembergische König Wilhelm II. ernannte Plappert zum Professor und Hofrat. 1925 veranstaltete der Württembergische Kunstverein eine Gedächtnisausstellung zu seinen Ehren.
Alle Theatermalereien Plapperts in Stuttgart wurden beim Brand des Hoftheaters 1902 und im Zweiten Weltkrieg zerstört. Im Konzerthaus Ravensburg haben sich jedoch 70 großformatige Rückprospekte, 35 Kulissenbögen, 11 Soffitenstücke und 145 Vorsatzstücke erhalten, die für Gastspiele der Stuttgarter Bühne in den Jahren 1902–1910 angeschafft wurden und wohl sämtlich auf Wilhelm Plappert zurückzuführen sind.

## Ehrungen
- Große goldene Medaille für Kunst und Wissenschaft am Bande des Friedrichs-Ordens
- 1903: Ritterkreuz 1. Klasse des Friedrichs-Orden
- 1912: Professorentitel